# Cyrtopogon kirilli
Cyrtopogon kirilli là một loài ruồi trong họ Asilidae. Cyrtopogon kirilli được Lehr miêu tả năm 1977. Loài này phân bố ở vùng Cổ Bắc giới.